# Aegerina allotriochora
Aegerina allotriochora is een vlinder uit de familie wespvlinders (Sesiidae), onderfamilie Sesiinae.
Aegerina allotriochora is voor het eerst wetenschappelijk beschreven door Zukowsky in 1936. De soort komt voor in het Neotropisch gebied.